# Col du Panix
Le col du Panix (allemand Panixerpass, romanche Pass dil Veptga ) est un col muletier situé à 2 403 mètres d'altitude. Il relie Elm dans le canton de Glaris (vallée de la Sernf) à Pigniu (allemand Panix) dans le canton des Grisons (vallée de Surselva ou vallée du Rhin antérieur). Une cabane se trouve au col.
Le col du Panix était une voie de communication importante pour le commerce de Glaris vers l'Italie via les Grisons et le Tessin.

## Géographie

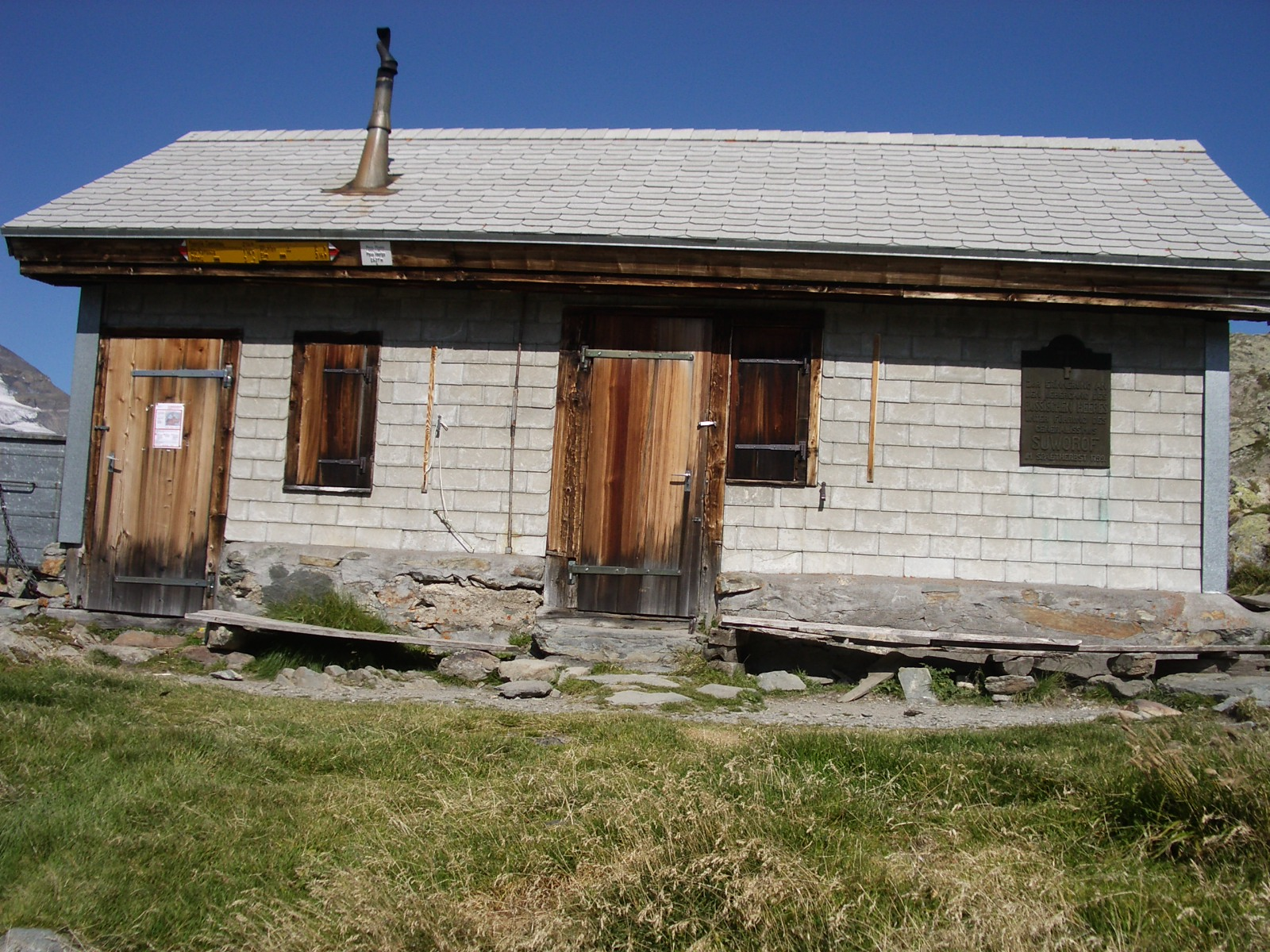
Cabane au sommet de col
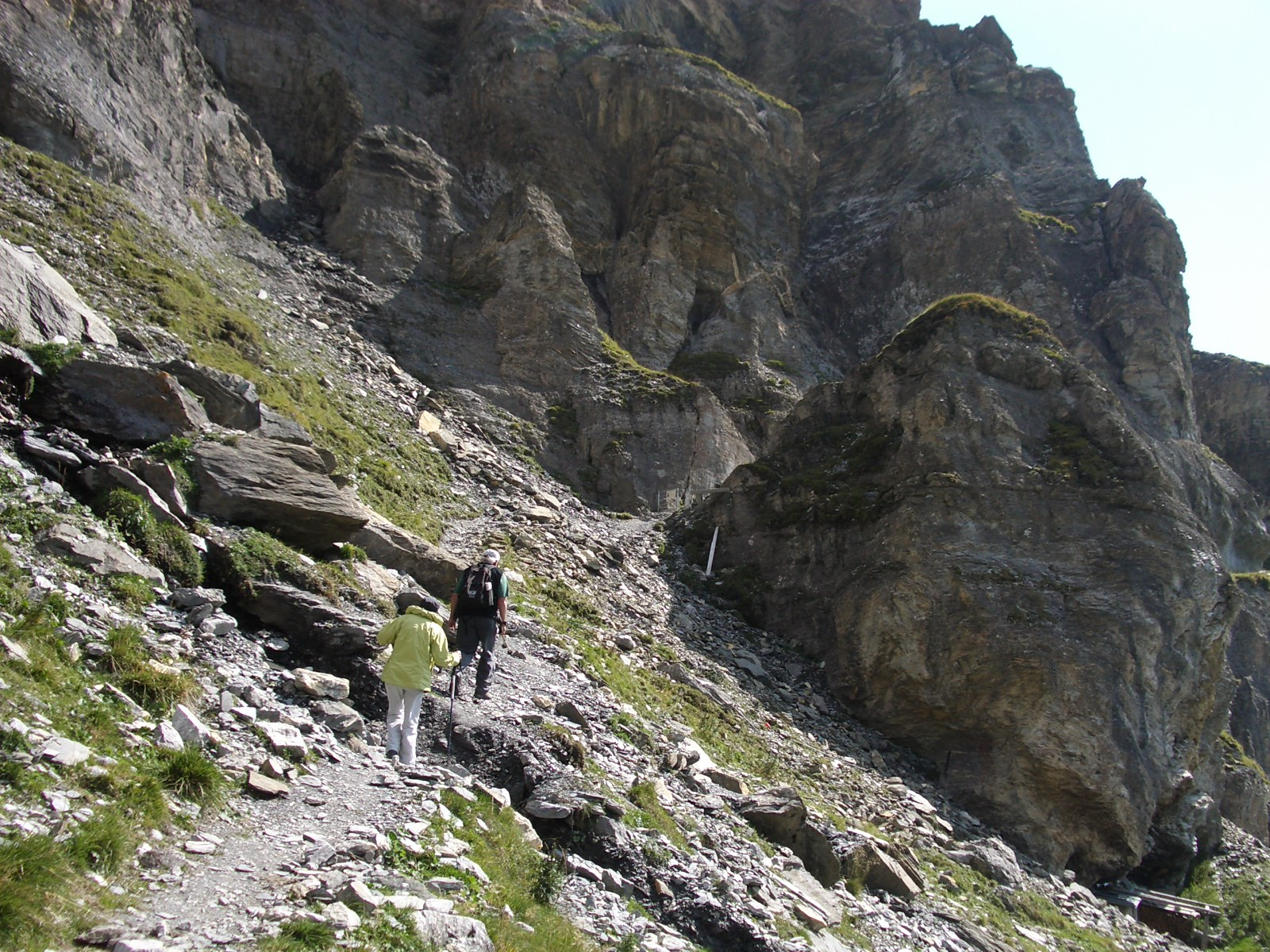
Accès du côté grison
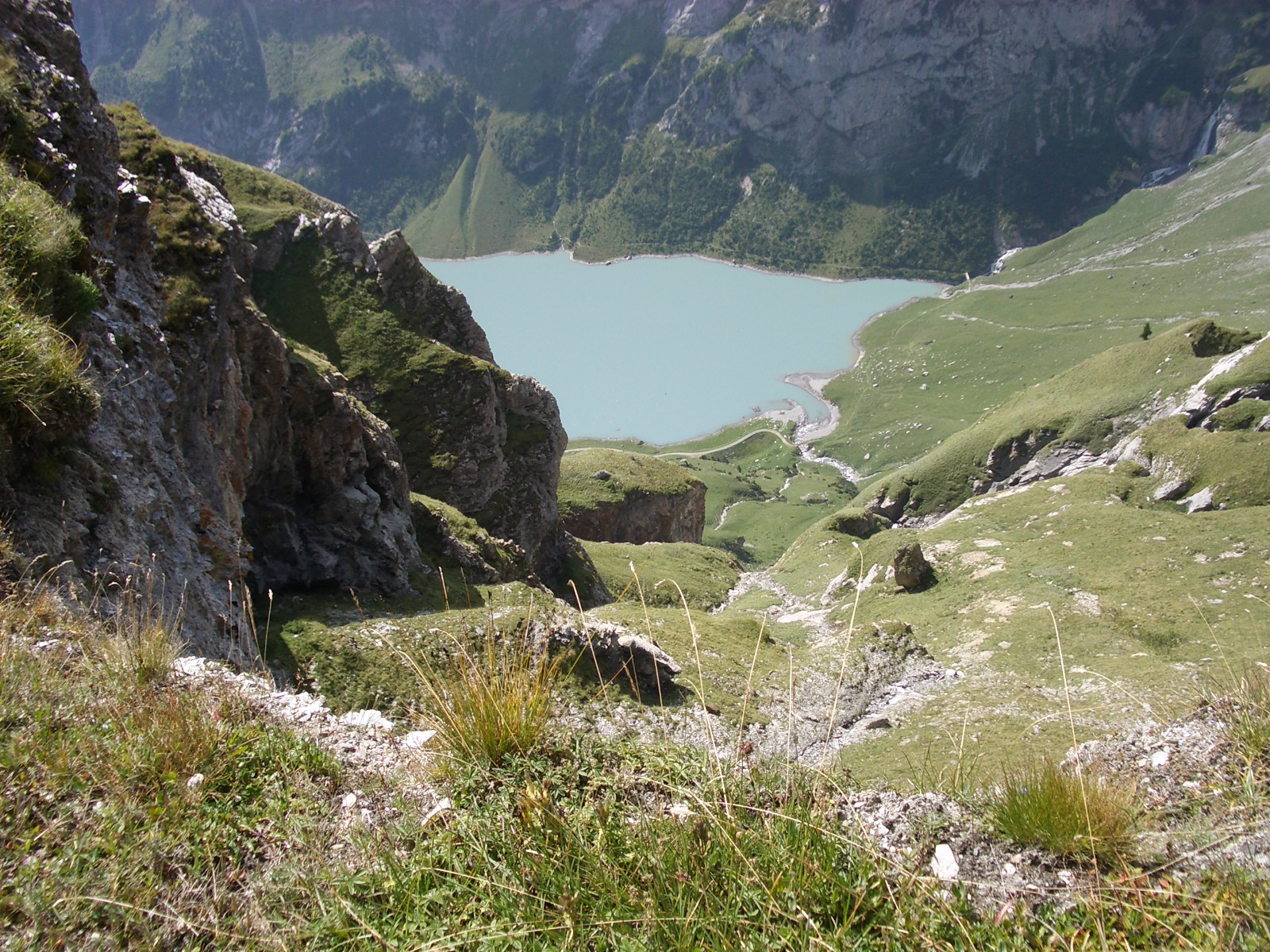
Vue sur le lac de Pigniu

## Histoire

### DuXIVeauXVIIIesiècle
Ce col était autrefois un lieu de passage pour le commerce du bétail et de marchandises, que les Glaronais utilisaient pour aller à Ilanz et, par le col du Lukmanier, jusqu'à Lugano au Tessin, Chiavenna et Côme en Italie.
Un terrier des Habsbourg mentionne une frontière passant par le Panix en 1303-1307. Le sentier muletier, fréquemment utilisé par des chevaux, est mentionné en 1343. Le col est décrit comme important selon une alliance de 1400 concernant Glaris. Au XVe siècle et au XVIe siècle, divers traités visent à améliorer la sécurité des marchands et la qualité des chemins. On s'accorde pour assurer des ressources en demandant un péage aux marchands étrangers. Des perches sont installées en 1550 afin que le tracé soit reconnaissable même en cas de fortes chutes de neige.
Une source glacée du côté grison du col du Panix était connue pour guérir des infirmités et attirait de nombreuses personnes au milieu du XVIe siècle.
Au XVIIe siècle, le col était utilisé par des marchands de céréales, des soldats et des réfugiés. Un récit de voyage de 1774 indique qu'il fallait sept jours d'Elm à Bellinzone avec des bovins, par les cols du Panix et du Lukmanier.

### Passage de l'armée russe en 1799

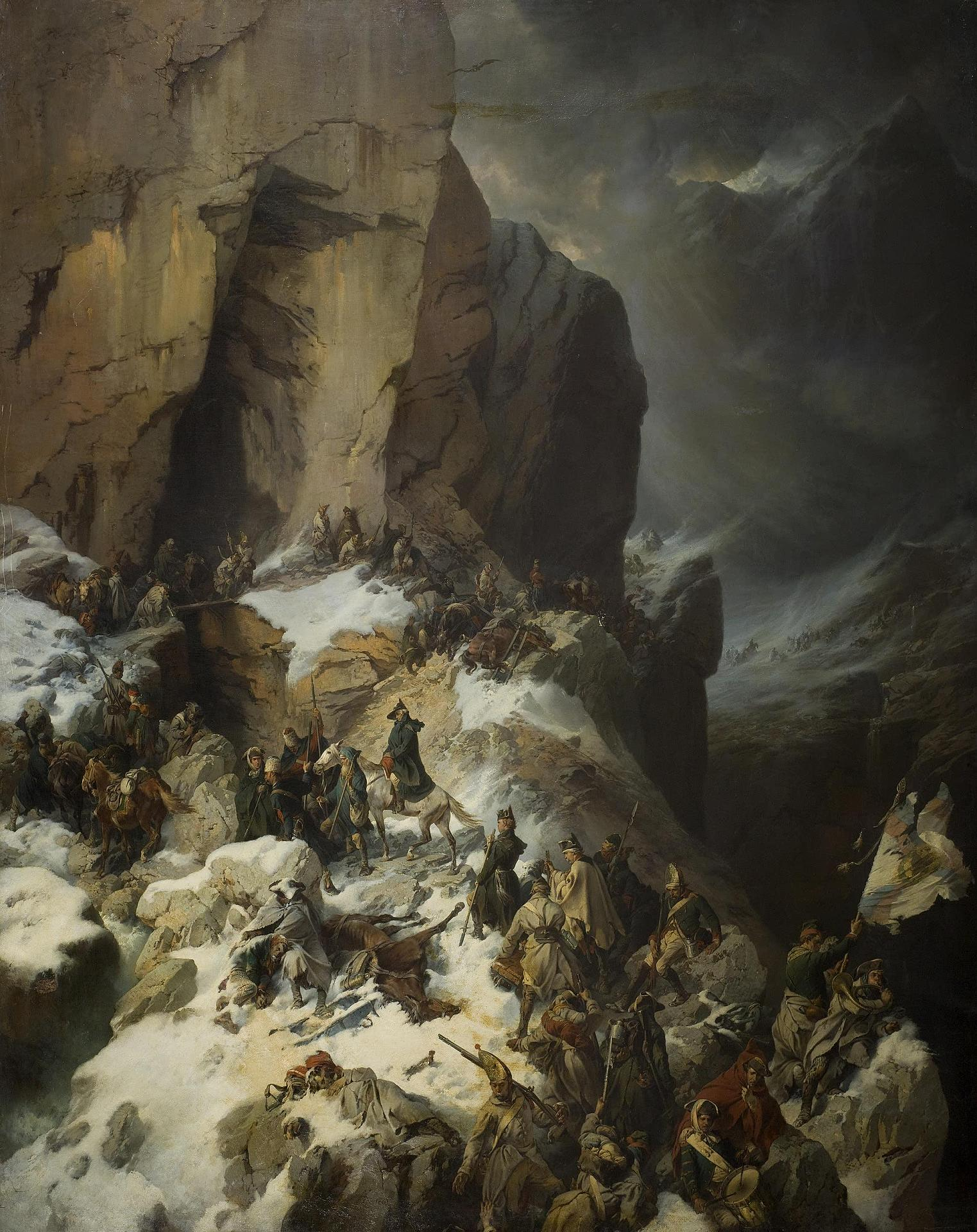
L'armée de Souvorov passant le col du Panix en octobre 1799

Durant la campagne d'Italie, l'armée russe du général Souvorov passe par le col du Panix les 6 et 7 octobre 1799 en direction des Grisons. Cette retraite est désastreuse : l'armée russe est affaiblie à la suite des combats et des passages des cols du Gothard, du Kinzig et du Pragel, leurs uniformes sont en loques, de nombreux soldats et officiers n'ont plus de chaussures, le col est couvert de neige fraîche et les troupes françaises harcèlent cette armée en déroute.
La « chronique d'Elm » affirme que sur 15 700 hommes, seuls 13 000 sont arrivés à Ilanz. Les autres sont tués, blessés, tombés dans les précipices ou morts de froid. Seuls 70 animaux de bât ont survécu sur 2 000 et aucun des 25 canons transportés n'a passé le col.
Une plaque commémorative rappelle cet événement.

### XIXeetXXesiècles
Le trafic par le col du Panix a diminué progressivement. Seuls l'armée et des alpinistes l'empruntent encore au XXIe siècle.